# Найроби
Вижте пояснителната страница за други значения на Найроби.
Найроби (на английски: Nairobi) е столицата на Кения и административен център на едноименна провинция в страната. Населението му е около 5 545 000 души (2016).
Градът е с най-голямо население в страната и в цяла Източна Африка. Името Найроби идва от масайския израз Enkare Nyirobi, което се превежда като „мястото на прохладните води“. Поради разширяващите се вилни предградия често е наричан и като „Зеления град на слънцето“.
Градът е сравнително млад, основан е през 1899 г. като обикновено железопътно депо по линията свързваща Момбаса с Уганда. Бързо се разраства и през 1907 г. се превръща в столица на Британска Източна Африка, а през 1963 г. става столица на независима Кения. През колониалния период градът става център на търговията с кафе, чай и сизал. Днес Найроби е известен финансов и политически център в Африка. Той е на 13-о място по големина на населението в Африка и четвърти по развитие на инфраструктурата в Африка.

## История
Градът е основан като селище покрай железопътната линия между Момбаса и Уганда през 1899 г. и постепенно се разраства. Името идва от местното масайско наименование на местността – 'Ewaso Nyirobi', което означава „хладни води“.
Градът е напълно възобновен след чумна епидемия в началото на 20 век и опожаряването на първоначалното поселение.
Найроби измества Момбаса като столица на протектората Британска Източна Африка през 1905 г. Железопътната връзка на Найроби го превръща във втория по големина град след Момбаса и привлича множество капитали и хора.
В града в този период се основали няколко луксозни хотели за британските колониалисти и ловците в сафари, банкови и търговски представителства.
Градът продължа да нараства през цялото време на британската колониална власт. Повечето британски колониалисти се установяват в предградията на града, а централните части са заети от масаите и хора от народа кикую. Възникват и конфликти вследствие на разширяването на града върху земите на местните племена.
През 1919 г. Найроби получава статут на община, в периода между 1920 и 1950 г. броят на белите заселници нараства от 9 на 80 хиляди. В този период започват конфликти между белокожото и чернокожото население. Найроби получава статут на град едва през 1954 година.
След Втората световна война, напрежението между колониалисти и мести нараства и избухват така нареченото Въстание Мау Мау. Джомо Кенията – бъдещ президент на независима Кения, е арестуван и пратен в затвор заради участие в бунта, въпреки липса на открита връзка между него и вълненията.
Зачестилите вълнения в страната довеждат до признаването на независимостта на Кения през 1963 г. Найроби става столица и най-голям град на Република Кения. След независимостта населението на града нараства скокообразно, което води до типични проявления на псевдоурбанизация и невъзможност за изграждане на подходяща инфраструктура.
През август 1998 г. срещу посолството на САЩ в Найроби е извършен бомбен атентат, чиято отговорност поема Осама бин Ладен и Ал-Кайда.

## География
Градът е разположен на 1°17′ ю. ш. 36°49′ и. д. / 1.283333° ю. ш. 36.816667° и. д. и обхваща територия от 684 km2.
Намира се между градовете Кампала и Момбаса. Намира се в източната крайна част на Източноафриканската рифтова долина, поради което периодично стават леки земетресения и трусове. Хълмовете Нгонг, разположени на запад от града, са най-забележимият географски обект в региона. Планината Кения се намира северно от Найроби, а Килиманджаро е на югоизток. И двете планини са видими оттук в ясен ден.
Река Найроби и притоците ѝ минават през област Найроби. Лауреатът на Нобелова награда за мир Вангари Маатаи води ожесточена борба за спасяването на девствената гора Карура в северната част на Найроби, която е заплашена от унищожение, за да се построят домове и инфраструктура.
Западните околности на града се простират от Националната болница Кенята на юг чак до щаб-квартирата на ООН и Гигири на север, около 20 km.
В центъра на града се намира се намира Градският площад, намиращ се в Централния бизнес окръг. Тук са разположени сградите на Парламента на Кения, Катедралата на Светото Семейство, кметството на Найроби, градският съд и Конферентен център Кенята.

### Климат
Надморската височина на Найроби е 1795 m, поради което градът има мек климат. Той се класифицира като субтропичен планински по Климатичната класификация на Кьопен. Поради височината през някои нощи е студено, а през юни и юли температурата може да падне до 10 °C. Най-слънчевата и топла част от годината е от декември до март, като средните температури са около 20 °C, а максимумът е около 24 °C.
Има два дъждовни сезона но годишната сума на валежите е средна. Най-облачната част от годината е през първия дъждовен сезон през септември, когато постоянно ръми. Тъй като Найроби е разположен близо до екватора, разликите между температурата на въздуха през годината на много малки. Обикновено има дъждовен и сух сезон. Също поради близостта до екватора е малка разликата между продължителността на деня през годината.
| Климатични данни за гр. Найроби                                                     | Климатични данни за гр. Найроби | Климатични данни за гр. Найроби | Климатични данни за гр. Найроби | Климатични данни за гр. Найроби | Климатични данни за гр. Найроби | Климатични данни за гр. Найроби | Климатични данни за гр. Найроби | Климатични данни за гр. Найроби | Климатични данни за гр. Найроби | Климатични данни за гр. Найроби | Климатични данни за гр. Найроби | Климатични данни за гр. Найроби | Климатични данни за гр. Найроби |
| Месеци                                                                              | яну.                            | фев.                            | март                            | апр.                            | май                             | юни                             | юли                             | авг.                            | сеп.                            | окт.                            | ное.                            | дек.                            | Годишно                         |
| Средни максимални температури (°C)                                                  | 24,5                            | 25,6                            | 25,6                            | 24,1                            | 22,6                            | 22,6                            | 20,6                            | 21,4                            | 23,7                            | 24,7                            | 23,1                            | 23,4                            | 23,4                            |
| Средни минимални температури (°C)                                                   | 11,5                            | 11,6                            | 13,1                            | 14,0                            | 13,2                            | 11,0                            | 10,1                            | 10,2                            | 10,5                            | 12,5                            | 13,1                            | 12,6                            | 12,0                            |
| Средни месечни валежи (mm)                                                          | 64,1                            | 56,5                            | 92,8                            | 219,4                           | 176,6                           | 35                              | 17,5                            | 23,5                            | 28,3                            | 55,3                            | 154,2                           | 101                             | 1024,2                          |
| ----------------------------------------------------------------------------------- | ------------------------------- | ------------------------------- | ------------------------------- | ------------------------------- | ------------------------------- | ------------------------------- | ------------------------------- | ------------------------------- | ------------------------------- | ------------------------------- | ------------------------------- | ------------------------------- | ------------------------------- |
| Източник: World Meteorological Organisation and Hong Kong Observatory и BBC Weather |                                 |                                 |                                 |                                 |                                 |                                 |                                 |                                 |                                 |                                 |                                 |                                 |                                 |

### Квартали и предградия
Найроби е разделен на осем избирателни окръга: Макадара, Камукунжи, Стерехе, Лангата, Дагорети, Уестлендс, Касарани и Ембакаси. Основните административни подразделения на града са Център, Дагорети, Ембакаси, Касарани, Кибера, Макадара, Пумвани и Уестлендс. На запад се намират богатите предградия, в които по колониално време е живеела по-голямата част от европейското заселено население. Такива са Карън, Лангата, Лавингтън и Хайридж. На изток се намират повечето бедни или близки до бедност райони, като например Кариокор, Дандора, Кариобанги, Ембакаси и Хурума. Повечето от сомалийските емигранти са съсредоточени в района Истлей, наричан често „Малкият Могадишу“.

### Паркове и градини
В Найроби има много паркове и открити площи. Той има гъсто залесяване и огромни зелени площи. Най-известният парк е Ухуру. Паркът се намира между централния бизнес район и квартала Ъпър Хил. Паркът Ухуру (Свобода) е популярно място за открити речи, обществени услуги и митинги. Бившият президент на Кения Даниел арап Мои има намерение да построи на мястото на парка 62-етажен щаб на своята партия (Кенийски африкански национален съюз, КАНС). Но зад него застава Вангари Маатаи, което спомага за спасяването му. За своите усилия през 2004 г. Маатаи получава Нобелова награда за мир.
В близкия до парка Ухуру Централен парк се намира паметник на смятания за основател на независима Кения и първи неин президент Джомо Кенята. Други известни паркове и градини в Найроби са градините Дживанджи, Градският парк, Мемориален парк на бомбените атентати и Дървесен парк Найроби.

## Население
Найроби има едно от най-големите нива на естествен прираст в цяла Африка. След създаването си през 1899 г. той става най-големият град в Източна Африка, макар да е едно от най-новите селища в региона. Естественият прираст e 4,1%, очаква се през 2015 г. населението на града да е над 5 милиона души.
| Година | Население | Растеж  |
| ------ | --------- | ------- |
| 1906   | 11 500    | 0       |
| 1911   | 14 000    | 2500    |
| 1921   | 24 300    | 10 300  |
| 1926   | 29 900    | 5600    |
| 1929   | 32 900    | 3000    |
| 1931   | 47 800    | 14 900  |
| 1939   | 61 300    | 3500    |
| 1944   | 108 900   | 47 600  |
| 1948   | 119 000   | 20 100  |
| 1955   | 186 000   | 67 000  |
| 1957   | 221 700   | 35 700  |
| 1960   | 251 000   | 29 300  |
| 1962   | 266 800   | 17 800  |
| 1965   | 380 000   | 113 200 |
| 1969   | 509 300   | 129 300 |
| 1979   | 827 775   | 318 475 |
| 1989   | 1 324 570 | 496 795 |
| 1995   | 1 810 000 | 485 435 |
| 1999   | 2 143 254 | 333 254 |
| 2005   | 2 750 561 | 607 307 |

## Общество и култура
Найроби е космополитен град със силна културна смесица. От създаването му в него има силно британско присъствие, живо и днес наследство от колониалното време. Това се показва от много квартали с английски имена, като например Хърлингам и Парклендс.
В средата на 20 век в града се заселват много хора от други бивши британски колонии, най-вече Индия и Пакистан. Тези заселници са или работници по ЖП линията Кампала – Момбаса и остават да живеят в Найроби след нейното завършване, или търговци от Гуджарат. Тук идват също така хора от Сомалия и Судан.
Тъй като в Найроби са представени много етнически групи, има много църкви, джамии и други храмове. Най-големите свещени сгради в Найроби са Катедралната базилика на Светото семейство, Катедралата на Вси светии, Исманли Джамат Кхана и Джамията Джамия.
Найроби има два прякора. Първият е „Зеленият град на слънцето“, който идва от зеленината на града и топлия му климат. Другият е „Сафари столицата на света“, от това, че Найроби е популярна начална точка за пътешествия тип сафари.
Има много модерни молове в града и околностите.
В Найроби се развива действието на книгата „Извън Африка“ на Карен Бликсен. През 1985 г. в града е заснета филмовата версия на книгата с режисьор Сидни Полак и с Робърт Редфорд в главната роля. Днес в кината на Найроби се прожектират най-новите Холивудски филми.
Тук е развит музикалният жанр Бенга.
Найроби е спортният център на Източна Африка и в него са построени много стадиони. Най-големият е Международен спортен център Мой с капацитет 60 000 души.

## Икономика
В Найроби се намира Найробийската фондова борса, една от най-големите в Африка. Официално е призната като задморска фондова борса на Лондонската фондова борса през 1953 г. Борсата е четвъртата по големина по обем на разменяните стоки и пета по държавен пазарен дял от БВП.
В Найроби са разположени регионални щабове на много компании. През 2007 г. General Electric, Young & Rubicam, Google, Кока Кола, Zain и Cisco Systems местят африканските си представителства в града. В представителството на ООН в Найроби са разположени генералните щабове на Програмите на ООН за околната среда и за населените места.
Някои от най-големите компании в Африка имат за централен щаб Найроби. Такава например е Кенийската електропроизводителна компания (KenGen), най-голямата фирма в Африка извън ЮАР. Основно летище на четвъртия най-голям самолетен превозвач в Африка, Kenya Airways, е Международно летище Джомо Кенята в града.
Продукцията на Найроби е дрехи, текстил, строителни материали, храни, напитки и цигари. В града някои от най-големите компании в света притежават фабрики. Част от тях са Goodyear, General Motors, Toyota и Кока Кола.
Найроби е голяма туристическа дестинация и транспортен кръстопът.

### Централен бизнес район и панорама
Найроби е изграден около своя Централен бизнес район. Той има правоъгълна форма и се ограничава от булевардите Ухуру, Хайле Селасие, Мои и Университетска пътека. Тук са едни от най-важните сгради в града, например кметството и сградата на Парламента. Тук е разположен и централният градски площад.
Панорамата на Централния бизнес район привлича много чуждестранни туристи. Тя много прилича на тази на американските и азиатските развити градове. Резултат е от строителния бум след обявяването на независимостта и друг в края на 90-те и в началото на първото десетилетие на 20 век. Повечето небостъргачи са щабове на големи компании и корпорации. Тук през 1998 г. Ал Каида провежда бомбардировки на американското посолство. Поради това посолствата днес се местят в предградията.
Централният бизнес район се намира между парковете Ухуру и Централен. Югоизточно от него минава ЖП линията Кампала-Момбаса.

### Ъпър Хил
Днес, много компании се развиват или се местят извън Централния бизнес район. Това се прави поради по-ниските цени на земята и по-добрата възможност за строеж на сгради и съоръжения. Двата района с отбелязан икономически растеж през последните години са Ъпър Хил, на около 4 км от Централния бизнес район и разположения приблизително на същото разстояние оттам Уестлендс.
Някои от компаниите, преместили се от ЦБР в Ъпър Хил са Citibank и Кока Кола, която през 2007 г. започва там строежа на своите представителства за Централна и Източна Африка, което прави Ъпър Хил предпочитано място за строеж на офис сгради в Найроби. Най-голямата сграда е кулата Рахитула, по-голямата част от която е собственост на британската компания PriceWaterhouseCoopers. Световната банка също има представителство в Ъпър Хил, Хил Парк Билдинг. Тук са представени и други световни компании.
Поради голямата жажда за земя се правят проекти за нови бизнес райони.

## Туризъм
Въпреки че туристическият отрасъл в Найроби не е силно развит, в него има много забележителности, известни на гостите на града. На първо място е Национален парк Найроби. Уникален е с близостта си до такъв мегаполис. Тук се срещат над 400 вида животни и птици, включително лъвове и жирафи. Пешеходните разходи и експедициите сафари в парка са много популярни сред туристите.
В Найроби са разположени много музеи. Един от тях е Националният музей на Кения, където се съхраняват останките на момче от вида Homo erectus. Други известни музеи са Железопътният музей и Музея на Карен Бликсен.
Понякога Найроби е наричан „световна столица на сафари“. Много хотели предлагат такива експедиции.
В Найроби се намира най-голямата ледена пързалка в Африка – Солар Айс Ринк. Открита е през 2005 г.

## Транспорт

### Летища
По-голямата част от полетите в Найроби минават през Международно летище Джомо Кенята, най-голямото и оживено летище в източна и централна Африка. През 2008 г. през него са минали над 4,9 милиона пътници. То е пункт за прехвърляне за пасажерите, насочили се към други, по-малки градове в Африка. Летище Джомо Кенято се намира на 20 km от Централния бизнес район. Оттук има постоянни полети към Европа и Азия. Разглеждат се мащабни планове за разширение на летището с цел поемане на все по-големия трафик.
Летище Уилсън е малко, но оживено летище в южната част на Найроби. То обслужва малки самолети, които основно свързват летища в Кения, макар че има и някои чуждестранни източноафрикански полети.
Летище Истлей е първото летище в Найроби, още от времето преди реактивните самолети. През 30-те и 40-те години на 20 век то поема британските пасажерски и пощенски полети от Саутхемптън и от Кейптаун. Днес то е военна база.

### Матату
Матату е популярна форма на обществен транспорт в Найроби. В превод думата „матату“ означава „30 цента за превоз“ и представлява частно притежаван микробус с от 14 до 24 места. Линии на матату има в Найроби и между Найроби и други градове в Кения. Курсът на мататуто е изписан от двете му страни и всеки маршрут има специален номер. Матату лесно се различават по екстравагантното си боядисване, а някои собствености украсяват бусовете си различни цветни рисунки, например емблемата на любимия им футболен отбор или името на любимия хип-хоп певец. Има и такива, които са нарисували портрета на Барак Обама на своите превозни средства. Матату са известни със своята минимална сигурност като начин на транспорт, тъй като често са претъпкани, а шофьорите им карат безразсъдно. Водачите са карани да правят възможно най-много курсове, за да направят възможно най-много печалба за операторите си. Поради надпреварата за клиенти между матату, много имат силни аудиосистеми и телевизионни екрани за привличане на повече пътници.
През 2004 г. излиза закон, според който всички матату трябва да имат колани за пътниците и серво управление и да имат жълта лента на корпуса си. Първоначално това не се харесва на операторите, но натиска от правителството дава резултат. Днес матату могат да се движат най-много с 80 km/h.

### Автобуси
Автобусите стават все по-популярни в Найроби. Днес в града има три автобусни оператора: държавната Kenya Bus Service (KBS) и частните Citi Hoppa и Double M. Автобусите на Citi Hoppa имат зелен цвят, Double M са във виолетово, а Kenya Bus Service (KBS) имат синьо боядисване.
Други неголеми компании провеждат постоянни междуградски курсове.

### Железопътен транспорт
Найроби е основан като железопътна станция по линията Кампала – Момбаса. В града, недалеч от центъра, се намира щабът на Кенийските държавни железници. Основно по линията минават товарни влакове, но нерядко има и пасажерски нощни курсове. Много хора стигат до работата си в центъра, вземайки влак от предградията, въпреки че в града няма добре развити теснолинейки, трамваи и метро.

### Таксита
Такси услугите са достъпни почти във всяка част на града. Превозите с такси са по-скъпи от автобусите и матату, но са по-безопасни и удобни. Почти всяко такси поема клиенти от хотелите, такси стоянките, центъра на града и големите търговски центрове.

## Условия за живот и престъпност
От половин милион до милион хора живеят в районите Кибера, най-голямото и бедно предградие в Африка, възникнало през 1920 г. като селище на нубийски войници.
Престъпността в града постоянно се увеличава и днес Найроби е един от най-опасните градове. През 2001 г. комисия на ООН му дава „статус С“, което го прави един от най-престъпните градове в света. Отбелязани са много въоръжени обири, разбойничества и кражби на части от машини.
Престъпността процъфтява, защото много селяни от провинцията се заселват в столицата, където не успяват да намерят работа, жилище и препитание и не им остава нищо друго, освен да живеят в предградията, където често стават престъпници.
В домовете и кварталите в града често се наемат охранители, които работят денонощно. На туристите не се препоръчва да показват ценни предмети и да ходят в централните части на града нощем.
През 1998 г. с атаката на американското посолство започва тероризма в града. Това доста намалява туристическия поток.

## Побратимени градове
- Денвър, САЩ (от 1975 г.)[34]